# Bescherming voor Teddy Bear

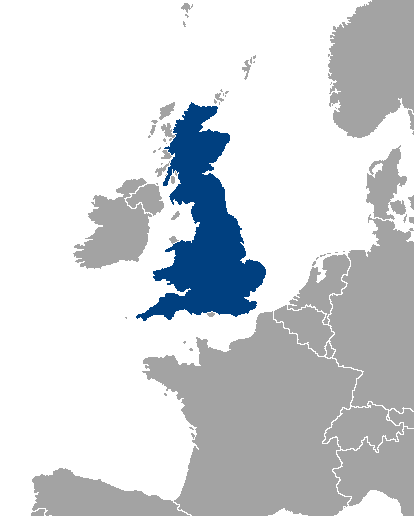
De ligging van het Verenigd Koninkrijk in Europa.

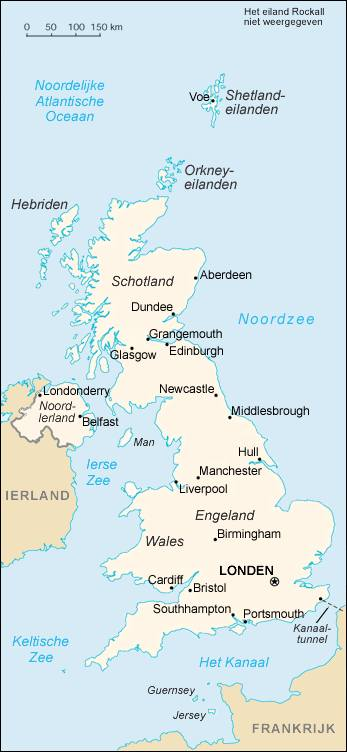
Een overzichtskaart van het Verenigd Koninkrijk.

Bescherming voor Teddy Bear is een spionageroman van auteur Gérard de Villiers en is het 46e deel uit de S.A.S.-reeks met als protagonist de Oostenrijkse prins en freelance CIA-agent Malko Linge.

## Het verhaal
Nicolas Silverman, met als bijnaam “Teddy Bear”, is een Amerikaans zakenman en specialist in het sluiten van overeenkomsten tussen de Verenigde Staten en de Sovjet-Unie. Silverman verblijft in Londen en staat op het punt een deal te sluiten dat de delving van grondstoffen op een site nabij de Zwarte Zee behelst door een Amerikaanse mijnbouwonderneming.
De Rus Leonid Volodia vindt dat de Sovjet-Unie door het sluiten van dergelijke overeenkomsten te veel het kapitalisme omarmt en de communistische staat verkwanselt.
Hij heeft zich ten doel gesteld de deal te torpederen door de onderhandelaar, Silverman, te vermoorden. Volodia krijgt hulp van een voormalig CIA-techneut die hem bijstaat met allerlei gadgets en technische snufjes.
De CIA, MI6 en KGB krijgen lucht van deze aanslag en alle drie de diensten beschermen Teddy Bear tijdens de onderhandelingen in Londen.
Namens de CIA is Malko naar Londen vertrokken en omdat het slechts een eenvoudige, ongevaarlijke opdracht behelst neemt hij zijn verloofde Alexandra Vogel mee voor een romantisch uitstapje.

## Personages
- Malko Linge, een Oostenrijkse prins en CIA-agent;
- Alexandra Vogel, de eeuwige verloofde van Malko;
- Nicolas Silverman, een Amerikaans zakenman;
- Leonid Volodia, een Sovjet-staatsburger;
- Theo Word, een voormalig CIA-techneut.